# Hans Nielsen (Komponist)
Hans Nielsen, auch Giovanni oder Johannes Nicolai Fonteio (bl. 1599–1626), war ein dänischer Komponist und Musiker am dänischen Königshof unter Christian IV.

## Leben

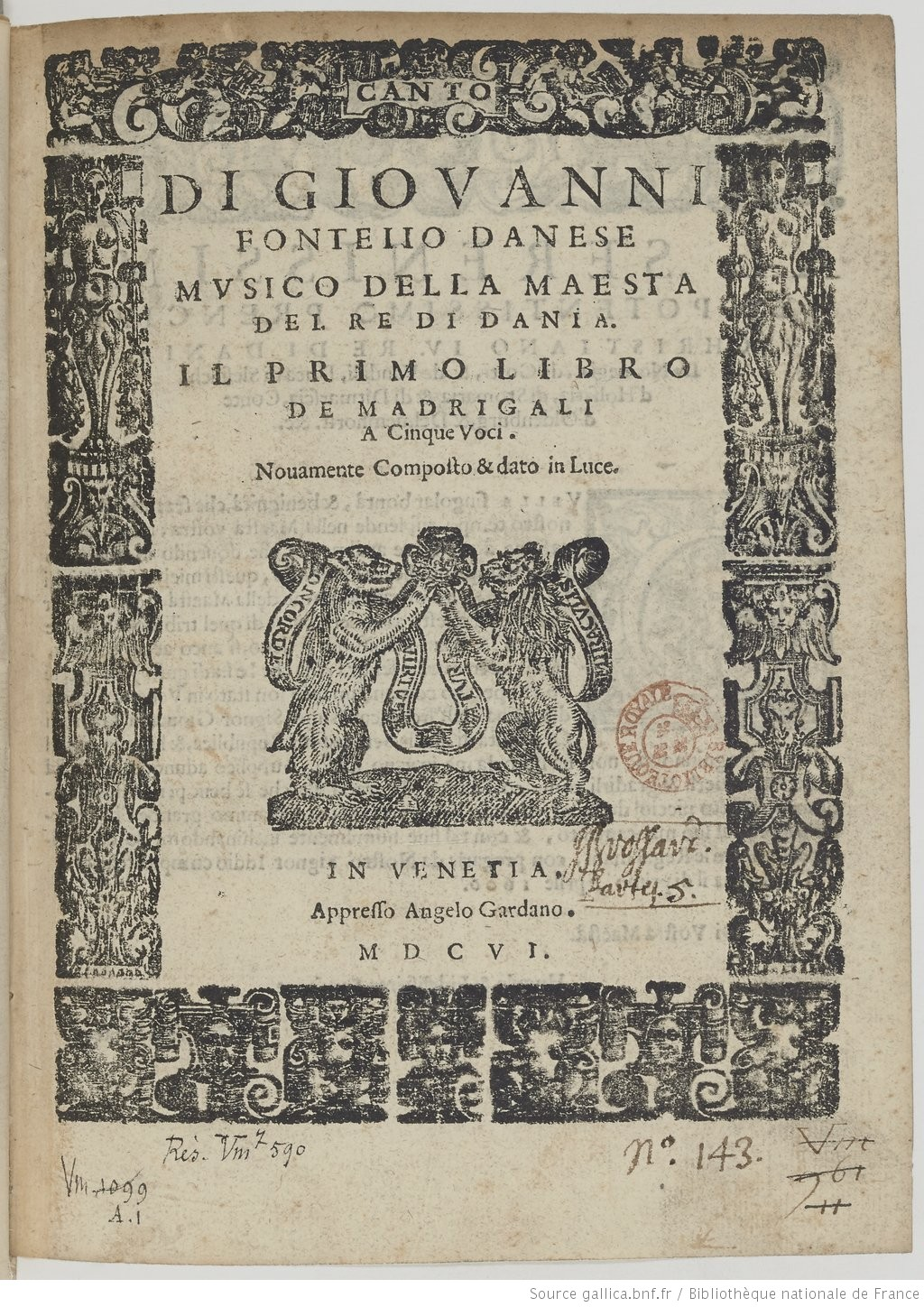
Titelblatt Il primo libro de Madrigali a cinque voci (1606)

Hans Nielsen stammte möglicherweise aus Roskilde. Er wurde 1599–1600 als Lehrling der königlichen Musikkapelle gemeinsam mit den Hofmusikern Melchior Borchgrevinck, Truid Aagesen, Wilhelm Egbertsen und als zweitem Lehrling Mogens Pedersøn zu Studienzwecken nach Venedig zu dem Organisten Giovanni Gabrieli gesandt. 1602 erscheint er als sangedreng („Sängerknabe“), in den königlichen Rechnungen, als er ein zweites Mal, wieder zusammen mit weiteren dänischen Musiker, nach Venedig gesandt wurde. Ein Ergebnis seiner Studien war die Madrigalsammlung Opus 1, welche im Jahr 1606 unter seinem italianisierten Namen Giovanni Fonteio veröffentlicht wurde. Die König Christian IV. gewidmete Sammlung enthielt 21 Madrigale. Sie war die erste ihrer Art, die von einem dänischen Komponisten geschaffen wurde, zwei Jahre bevor auch Mogens Pedersøn ein solches Werk veröffentlichte. Weitere Werke von ihm sind nicht erhalten.
Nach seiner Rückkehr 1604 war Nielsen am Hofe als Lautenist der königlichen Kapelle tätig. Er unternahm jedoch weitere Reisen. So hielt er sich von 1606 bis 1608 in Wolfenbüttel auf, um bei dem am dortigen Hof des Herzogs Friedrich Ulrich von Braunschweig-Wolfenbüttel angestellten berühmten englischen Lautenisten Gregor(ius) Howett seine Fähigkeiten zu vervollkommnen. Als während des Kalmarkrieges 1611–1613 der Etat für die Hofmusik gekürzt wurde, nahm Nielsen Urlaub, um unter dem Namen Johannes Nicolai Fonteio in Heidelberg zu studieren. Er wurde am 19. Dezember 1611 immatrikuliert und wohnte bei David Pareus, dem er bei seiner Abreise 1612 ein Teil des Kostgeldes schuldig blieb. Pareus versuchte 1615, dies mit Hilfe des pfälzischen Kurfürsten bei der dänischen Kanzlei einzutreiben. Wo Hans Nielsen die folgenden Jahre verbrachte, ist unbekannt.
Nach Mogens Pedersøns Tod im Jahre 1623 wurde Nielsen zum stellvertretenden Kapellmeister ernannt, verließ aber den Hof nur anderthalb Jahre später im Dezember 1624. Sein weiterer Lebenslauf ist unbekannt. Ein letztes Mal erscheint er in der Rechnungen 1626, als er Auslagen für die Sänger erstattet bekam.

## Werke, Aufnahmen und Editionen
- Il primo libro di madrigali, 1606 (RISM A/I N 687, Digitalisat, Gallica)
- T'amo, mia vita aus Il primo libro di madrigali, 1606 – auf Music from the time of Christian IV – Madrigals from the South to the North. Emma Kirkby, Consort of Musicke, Anthony Rooley. BIS